# هيو ولف
هيو ولف (بالإنجليزية: Hugh Wolfe)‏ هو لاعب كرة قدم أمريكية أمريكي، ولد في 13 يونيو 1912 في ماسون في الولايات المتحدة، وتوفي في 20 مايو 2010 في فورت وورث في الولايات المتحدة.

## وصلات خارجية
- هيو ولف على موقع مرجع كرة القدم المحترفة.كوم (الإنجليزية)
- هيو ولف على موقع JustSportsStats.com (الإنجليزية)